# Passy (Haute-Savoie)
Passy település Franciaországban, Haute-Savoie megyében. Lakosainak száma 10 852 fő (2022. január 1.). Passy Chamonix-Mont-Blanc, Domancy, Les Houches, Magland, Saint-Gervais-les-Bains, Sallanches, Servoz, Sixt-Fer-à-Cheval és Vallorcine községekkel határos.

## Népesség
A település népességének változása:
| Lakosok száma | 10 958 | 11 011 | 11 315 | 10 902 | 11 203 | 11 233 | 11 350 | 11 068 | 10 852 |
|               | 2013   | 2015   | 2016   | 2017   | 2018   | 2019   | 2020   | 2021   | 2022   |